# Robert Goodier

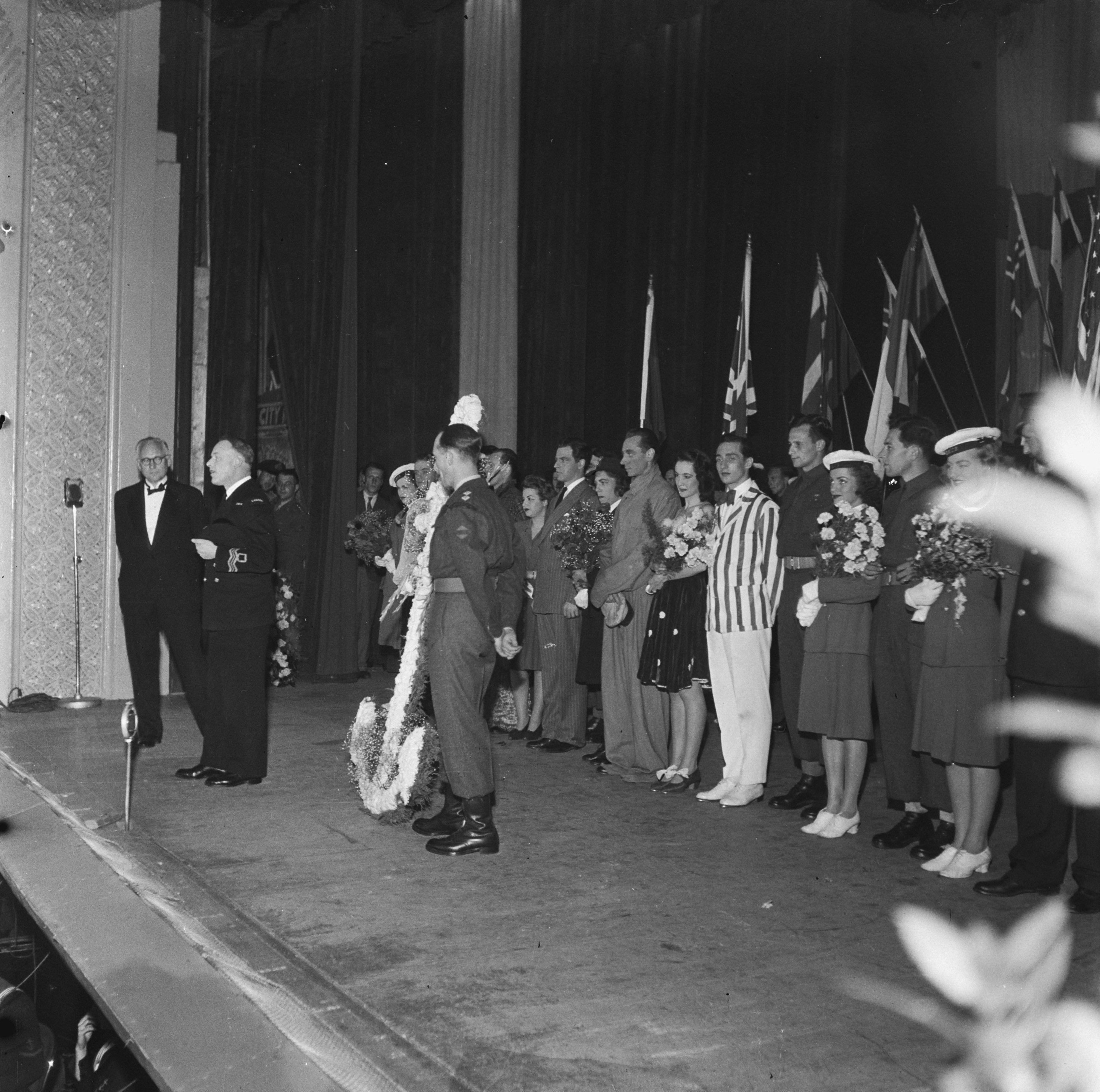
Mit dem kanadischen Truppen-betreuungsprogramm Meet the Navy gelangte Robert Goodier nach Europa; 1946 wurde daraus ein Revuefilm.

Robert „Bob“ Goodier (* 23. Mai 1916 in Montreal, Kanada; † 3. Februar 2016 in Largo, USA) war ein kanadischer Schauspieler.

## Biographie
Robert Goodier begann seine Karriere zunächst beim Theater und arbeitete während des Zweiten Weltkrieges bei der Truppenunterhaltung kanadischer Truppen in Großbritannien, 1946 war er erstmals in einem britischen Musicalfilm zu sehen. Ab 1955 wirkte er vor allem in verschiedenen kanadischen, britischen und US-amerikanischen Fernsehserien und TV-Produktionen mit. Ab 1981 zog er sich aus dem Seriengeschäft zurück, seine letzte Filmrolle übernahm er 1985.

## Filmographie
- 1946 Meet the Navy
- 1948 Sins of the Fathers
- 1954 Operation Manhunt
- 1957 The Hunted
- 1957 Oedipus Rex
- 1957 Der Prinz und der Bettelknabe (The Prince and the Pauper)
- 1959 Lord Elgin: Voice of the People
- 1962 Preston & Preston (The Detectives, Fernsehserie, 1 Folge)
- 1969 Power Trip
- 1970 The Man Who Wanted to Live Forever
- 1970 The Only Way Out Is Dead
- 1971 Menschen hinter Gittern (Fortune and Men’s Eyes)
- 1971 Polizeiarzt Simon Lark (Dr. Simon Locke, Fernsehserie, 1 Folge)
- 1973 Tom Sawyer
- 1973 She Cried Murder
- 1973 Class of '44
- 1974 To Kill the King
- 1974 Duddy will hoch hinaus (The Apprenticeship of Duddy Kravitz)
- 1975 Die heißeste Frau der Welt (My Pleasure Is My Business)
- 1976 Second Wind
- 1978 Power Play (Coup d’Etat)
- 1979 Ein irres Paar (Lost and Found)
- 1981 Threshold
- 1985 Love & Larceny